# Truth (裕未瑠華の曲)
「truth」（トゥルース）は、日本の女性歌手裕未瑠華のデビュー曲である。作詞は藤林聖子、作曲は新井理生による。1997年にテレビ東京系で放送されたテレビアニメ『少女革命ウテナ』のエンディングテーマとして、3クール39話のうちおおよそ第2クールまで（1話 - 24話）使用された。
シングルは、キングレコードのKMWレーベルから裕未の単独による「truth」と、奥井雅美によるオープニングテーマ「輪舞-revolution」とのカップリングによる両A面の「輪舞-revolution/truth」が、奥井の単独によるシングル「輪舞-revolution」と合わせて、スターチャイルドから1997年5月21日に同時発売された。

## シングル「truth」
「truth」（トゥルース）は、裕未瑠華のデビューシングルとなった。

### 「truth」収録曲
| 全編曲: 平間あきひこ。 |                              |                   |           |       |
| #                      | タイトル                     | 作詞              | 作曲      | 時間  |
| 1.                     | 「truth」(original R&D mix)  | 藤林聖子          | 新井理生  | 4:40  |
| 2.                     | 「新しい太陽」(oriental mix) | 裕未瑠華 名取俊昭 | 森近邦岳  | 6:17  |
| 3.                     | 「truth」(music track)       |                   |           | 4:41  |
| 合計時間:              | 合計時間:                    | 合計時間:         | 合計時間: | 15:38 |

## シングル「輪舞-revolution/truth」
「輪舞-revolution/truth」（ロンド・レボリューション/トゥルース）は、上述のように「輪舞-revolution」「truth」個別のシングルと同時発売された。ジャケットイラストは、さいとうちほによる描き下ろしのウテナとアンシーである。

### 「輪舞-revolution/truth」収録曲
| #         | タイトル                      | 作詞      | 作曲      | 編曲         | 時間 |
| --------- | ----------------------------- | --------- | --------- | ------------ | ---- |
| 1.        | 「輪舞-revolution」(奥井雅美) | 奥井雅美  | 矢吹俊郎  | 矢吹俊郎     | 4:36 |
| 2.        | 「truth」(裕未瑠華)           | 藤林聖子  | 新井理生  | 平間あきひこ | 4:26 |
| 合計時間: | 合計時間:                     | 合計時間: | 合計時間: | 合計時間:    | 9:02 |

## カバー
| アーティスト | 収録作品                    | 発売日       | 備考  |
| truth        | truth                       | truth        | truth |
| ------------ | --------------------------- | ------------ | ----- |
| 奥井雅美     | 『マサミコブシ』            | 2003年5月1日 |       |
| 近江知永     | 『新・百歌声爛 女性声優編』 | 2010年5月5日 |       |
| 下川みくに   | 『新・百歌声爛 女性声優編』 | 2010年5月5日 |       |